# Яблонна (Леґьоновський повіт)
Яблонна (пол. Jabłonna) — село в Польщі, у гміні Яблонна Леґьоновського повіту Мазовецького воєводства.
Населення — 8176 осіб (2011).
У 1975-1998 роках село належало до Варшавського воєводства.

## Демографія
Демографічна структура станом на 31 березня 2011 року:
|          | Загалом | Допрацездатний вік | Працездатний вік | Постпрацездатний вік |
| -------- | ------- | ------------------ | ---------------- | -------------------- |
| Чоловіки | 3946    | 1033               | 2663             | 250                  |
| Жінки    | 4230    | 931                | 2748             | 551                  |
| Разом    | 8176    | 1964               | 5411             | 801                  |